# Unterseeboot UB-17
Pour les autres navires du même nom, voir Unterseeboot 17.
L'Unterseeboot UB-17 est un sous-marin (U-Boot) allemand de type UB I utilisé par la Kaiserliche Marine pendant la Première Guerre mondiale. Le sous-marin a disparu lors d’une patrouille en mars 1918.

## Conception
Après l’avancée rapide de l’armée allemande le long de la côte de la mer du Nord au début de la Première Guerre mondiale, la marine impériale allemande s’est retrouvée sans sous-marins appropriés pouvant être utilisés dans les eaux étroites et peu profondes au large des Flandres,. Le projet 34, un effort de conception commencé à la mi-août 1914, a produit la conception du Type UB I : un petit sous-marin qui pouvait être expédié par chemin de fer jusqu’à un port d’opérations et rapidement assemblé. Contrainte par les limites de taille des chemins de fer, la conception de l’UB I prévoyait un bateau d’environ 28 mètres de long et déplaçant environ 125 tonnes, avec deux tubes lance-torpilles.
L'UB-17 mesurait 27,88 mètres de long, 3,15 mètres de large et avait un tirant d'eau de 3,03 mètres. Il était équipé d’un seul moteur Diesel Körting 4 cylindres de 59 ch (44 kW) pour la navigation en surface, et d’un seul moteur électrique Siemens-Schuckert de 119 ch (89 kW) pour la navigation sous-marine, tous deux entraînant un seul arbre d'hélice. Ses vitesses de pointe étaient de 7,45 nœuds (17,80 km/h) en surface et de 6,24 nœuds (11,56 km/h) en immersion. À des vitesses plus modérées, il pouvait naviguer jusqu’à 1500 milles marins (2800 km) en surface avant de devoir se ravitailler, et jusqu’à 45 milles marins (83 km) en immersion avant de recharger ses batteries. Comme tous les bateaux de la classe, l'UB-17 était évalué à une profondeur de plongée de 50 mètres et pouvait s’immerger complètement en 33 secondes.
L'UB-17 avait un déplacement entre 127 et 141 tonnes, selon qu’il était en surface ou immergé. Il transportait deux torpilles de 450 mm pour ses deux tubes lance-torpilles d’étrave et était également armé d’une mitrailleuse de 8 millimètres montée sur le pont. L’effectif standard de l'UB-17 se composait d’un officier et de treize hommes du rang.

## Carrière
L'UB-17 et son sister-ship UB-16 constituaient une commande de deux sous-marins passée le 25 novembre 1914 auprès de AG Weser de Brême, un peu plus de trois mois après le début de la planification de la classe,. L'UB-17 a été mis sur cale au chantier naval AG Weser le 21 février 1915.
Une fois les travaux sur l'UB-17 terminés, il a été préparé pour l’expédition ferroviaire. Le processus d’expédition d’un bateau UB I impliquait de décomposer le sous-marin en ce qui était essentiellement un kit. Chaque bateau a été découpé en une quinzaine de sections et chargé sur huit wagons plats. Au début de l’année 1915, les sections de l'UB-17 ont été expédiées à Anvers pour être assemblées, un processus qui prenait généralement deux à trois semaines. Après l’assemblage et le lancement de l'UB-17 le 21 avril 1915, il est chargé sur une barge et emmené à travers les canaux jusqu’à Bruges où il subit des essais.

### Début de carrière
Le sous-marin a été mis en service dans la marine impériale allemande sous le nom de UB-17 le 4 mai 1915 sous le commandement du Kapitänleutnant (Kapt.) Ralph Wenninger, un officier de 25 ans, ancien commandant de l'UB-11. Le 10 mai, l'UB-17 rejoint la flottille des Flandres (en allemand : U-boote des Marinekorps U-Flotille Flandern), qui a été créée le 29 mars. Lorsque l'UB-17 rejoignit la flottille, l’Allemagne était au milieu de sa première offensive sous-marine, commencée en février. Au cours de cette campagne, les navires ennemis dans la zone de guerre définie par l’Allemagne (en allemand : Kriegsgebiet), qui englobait toutes les eaux autour du Royaume-Uni, devaient être coulés. Les navires des pays neutres ne devaient pas être attaqués à moins qu’ils ne puissent être formellement identifiés comme des navires ennemis opérant sous faux pavillon.
Le 18 juillet, Wenninger torpille le pétrolier britannique Batoum de 4054 tonneaux de jauge brute juste à côté du phare de Southwold. Malgré la perte de six hommes, l’équipage du Batoum a réussi à échouer le navire. Au début du mois suivant, le 6 août, Wenninger et l'UB-17 coulèrent quatre navires de pêche britanniques alors qu’ils patrouillaient dans la région de Yarmouth-Lowestoft,,,.
Les quatre navires coulés étaient des smacks – des voiliers traditionnellement gréés avec des voiles ocre rouge – qui ont été arraisonnés, abordés par des membres d’équipage de l'UB-17 et coulés avec des explosifs,
Le 18 août, le chef de l’Admiralstab, l’amiral Henning von Holtzendorff, émit des ordres suspendant la première offensive en réponse aux demandes américaines après que des sous-marins allemands eurent coulé le vapeur RMS Lusitania de la Cunard Line en mai 1915 et d’autres naufrages très médiatisés en août et septembre. La directive de Holtzendorff ordonnait à tous les sous-marins allemands de quitter la Manche et les approches sud-ouest et exigeait que toutes les activités sous-marines en mer du Nord soient menées strictement selon les règlements sur les prises. Six jours plus tard, l’UB-17 s’empare du voilier belge Léon Mathilde au large d’Ostende
Les navires ennemis n’étant pas soumis à la réglementation sur les prises, Wenninger torpille et coule le Saint Pierre I, un chalutier de la marine française de 303 tonneaux de jauge brute, le 23 septembre au large du bateau-phare Dyck. Il n’y a eu qu’un seul survivant sur les dix-huit hommes d’équipage du navire. Trois mois plus tard, Wenninger identifia à tort le navire de pêche français Jesus Maria de 71 tonneaux de jauge brute comme un destroyer. L'UB-17 lança une torpille qui frappa le navire et tua les six hommes de l’équipage du Jesus Maria.
Le 31 janvier 1916, dans la région de Lowestoft-Aldeburgh, l'UB-17 coula quatre autres navires de pêche : trois britanniques et un belge,,,,. Le lendemain, le journal de guerre de l'UB-17 (en allemand : Kriegstagebücher ou KTB) rapporte le torpillage du vapeur britannique Franz Fischer de 957 tonneaux de jauge brute au large de Kentish Knock. Les archives britanniques indiquent que le cargo a été coulé par les bombes d’un zeppelin,,. Le Franz Fischer est le dernier navire coulé sous le commandement de Wenninger. Le 7 février, il est remplacé par l'Oberleutnant zur See (Oblt.) Arthur Metz pendant un mois, le Kapt. Werner Fürbringer pendant une semaine, et l’Oblt. Friedrich Moecke pour un mois de plus. Wenninger reprend le commandement le 16 avril.
Entre-temps, l’Allemagne avait lancé sa deuxième offensive sous-marine contre la marine marchande à la fin du mois de février en réaction au blocus britannique de l’Allemagne. Au début de 1916, le blocus britannique a des effets sur l’Allemagne et ses importations. La Royal Navy avait arrêté et saisi plus de cargaisons destinées à l’Allemagne que la quantité de cargaisons coulées par les sous-marins allemands lors de la première offensive sous-marine. L'UB-17 ne coula aucun navire au cours de cette offensive, qui fut annulée vers la fin du mois d’avril par l’amiral Reinhard Scheer, commandant en chef de la Hochseeflotte.

### Tentatives d’embuscade contre laGrand Fleet
À la mi-mai, Scheer a achevé ses plans visant à détruire une partie de la Grand Fleet britannique. La flotte de haute mer allemande sortirait pour un raid sur Sunderland, attirant la flotte britannique à travers des « nids de sous-marins et de champs de mines ». En appui de l’opération, l'UB-17 et cinq autres bateaux des Flandres partirent à minuit les 30 et 31 mai pour former une ligne à 18 milles nautiques (33 km) à l’est de Lowestoft. Ce groupe devait intercepter et attaquer les forces légères britanniques de Harwich, si elles sortaient vers le nord pour se joindre à la bataille. Malheureusement pour les Allemands, l’Amirauté britannique disposait de rapports de renseignement sur le départ des sous-marins qui, couplés à l’absence d’attaques contre les navires, éveillèrent les soupçons des Britanniques.
Le départ retardé de la flotte allemande de haute mer pour sa sortie (qui avait été redirigée vers le Skagerrak) et le fait que plusieurs des sous-marins allemands stationnés au nord n’aient pas reçu le message codé avertissant de l’avance britannique ont fait de l’embuscade prévue par Scheer un « échec complet et décevant ». Dans le groupe de l'UB-16, seul l'UB-10 a aperçu les forces de Harwich, et il était trop loin pour monter une attaque. L’échec de l’embuscade sous-marine à couler des navires de bataille britanniques a permis à l’ensemble de la Grand Fleet d’engager la flotte de haute mer (numériquement inférieure) dans la bataille du Jutland, qui a eu lieu du 31 mai au 1er juin.
Wenninger quitta définitivement l'UB-17 le 27 juin et fut remplacé par le Kapt. Günther Suadicani, qui a commandé le bateau pendant un peu moins de deux semaines. Il a été suivi par l’Oblt. Hans Degetau, qui commanda le bateau de juillet à décembre. Sous la direction du Degetau, l'UB-17 ajouta un autre navire à son palmarès lorsqu’il captura et coula le navire néerlandais Zeearend le 1er septembre. Le vapeur de 462 tonneaux de jauge brute était en route vers Londres depuis Rotterdam avec une cargaison de marchandises lorsqu’il a été coulé à 19 milles marins (35 km) du bateau-phare Meuse. Le succès suivant de l'UB-17 fut la capture du vapeur norvégien Birgit dans la région de Hoofden sous le commandement du Kapt. Ulrich Meier, qui avait pris le commandement le 4 décembre,. Le Birgit a été le dernier succès de l'UB-17 pour les douze mois suivants.

### Conversion en mouilleur de mines
L'UB-17 et trois de ses navires jumeaux, l'UB-10, l'UB-12 et l'UB-16, ont tous été convertis en mouilleurs de mines en 1918. La conversion consistait à retirer la section d’étrave contenant la paire de tubes lance-torpilles de chaque sous-marin et à la remplacer par une nouvelle proue contenant quatre goulottes de mines, capables de transporter deux mines chacune. Au cours de ce processus, les bateaux ont été rallongés à 32 m, et leur déplacement a augmenté à 147 tonnes en surface et 161 tonnes en plongée. La date exacte de cette conversion n’est pas indiquée, mais l'UB-12 était au chantier naval de novembre 1916 à janvier 1917, et il est possible que l'UB-17 ait été converti au cours de la même période.
Alors que Meier était toujours au commandement de l'UB-17, l’empereur Guillaume II approuva personnellement la reprise de la guerre sous-marine sans restriction à partir du 1er février 1917 pour forcer les Britanniques à faire la paix. Bien que les nouvelles règles d'engagement spécifient qu’aucun navire ne doit être laissé à flot, l'UB-17 ne contribue pas à l’effort jusqu’en décembre 1917, lorsqu’il capture et coule un seul bateau de pêche au large d’Aldeburgh sous le commandement de l’Oblt. Johannes Ries,. En janvier 1918, Ries est remplacé par l’Oblt. Albert Branscheid.

### Naufrage
Le 11 mars 1918, Branscheid conduisit l'UB-17 hors de Zeebruges pour une patrouille dans le Hoofden et le sous-marin ne fut jamais revu. Un récit d’après-guerre parle de deux hydravions britanniques qui ont bombardé un sous-marin allemand en mer du Nord le 12 mars, mais, selon l’auteur Dwight Messimer, le récit ne fournit aucun détail pour étayer cette affirmation. Messimer écarte également un récit qui attribue le naufrage de l'UB-17 au destroyer britannique Onslow le 25 février au sud de Portland, en soulignant que l'UB-17 était dans le port de Zeebruges à cette date. Une étude allemande d’après-guerre a également rejeté une affirmation britannique selon laquelle les destroyers HMS Thruster, Retriever et Sturgeon ont coulé l'UB-17 à 21 h 25 le 11 mars à la position 57° 07′ N, 2° 43′ E car l'UB-17 a quitté Zeebruges 30 minutes après l’heure présumée de cette attaque. Quelle que soit la cause de la disparition de l'UB-17, les dix-huit membres d’équipage à bord du sous-marin ont été tués.

### Découverte
En juillet 2013, des archéologues ont découvert les restes de 44 sous-marins, dont l'UB-17, au large des côtes sud et est du Royaume-Uni, près du comté de Suffolk. La découverte était principalement composée de navires de la marine impériale allemande datant de la Première Guerre mondiale. Der Spiegel a rapporté que les plongeurs ont localisé 41 sous-marins allemands et trois sous-marins britanniques, trouvés à des profondeurs allant jusqu’à 50 pieds, au large des côtes sud et est de l’Angleterre.

## Affectations
- Flottille des Flandres[2] : du 10 mai 1915 au 15 mars 1918

## Commandants
- Oberleutnant zur See Ralph Wenninger[2] : du 4 mai 1915 au 6 février 1916
- Oblt. Arthur Metz : du 7 février au 9 mars 1916
- Oblt. Werner Fürbringer : du 10 au 16 mars 1916
- Oblt. Friedrich Moecke : du 17 mars au 15 avril 1916
- Oblt. Ralph Wenninger : du 16 avril au 27 juin 1916
- Oblt. Günther Suadicani : du 28 juin au 7 juillet 1916
- Oblt. Hans Degetau : du 8 juillet au 3 décembre 1916
- Oblt. Ulrich Meier : du 4 décembre 1916 au 17 juillet 1917
- Oblt. Georg Niemeyer : du 18 juillet au 23 septembre 1917
- Oblt. Günther Wigankow : du 24 au 30 septembre 1917
- Oblt. Johannes Ries : du 1er octobre 1917 au 9 janvier 1918
- Oblt. Albert Branscheid : du 10 janvier au 15 mars 1918

## Navires coulés[10]
| Date               | Nom            | Nationalité    | Tonnage | Destin    |
| ------------------ | -------------- | -------------- | ------- | --------- |
| 18 juillet 1915    | Batoum         | United Kingdom | 4054    | Endommagé |
| 6 août 1915        | C.E.S.         | United Kingdom | 47      | Coulé     |
| 6 août 1915        | Fisherman      | United Kingdom | 24      | Coulé     |
| 6 août 1915        | Hesperus       | United Kingdom | 47      | Coulé     |
| 6 août 1915        | Ivan           | United Kingdom | 44      | Coulé     |
| 24 août 1915       | Leon Mathilde  | Belgique       | Inconnu | Capturé   |
| 23 septembre 1915  | Saint Pierre I | France         | 303     | Coulé     |
| 9 novembre 1915    | Jesus Maria    | France         | 71      | Coulé     |
| 31 janvier 1916    | Artur Wilhelm  | United Kingdom | 56      | Coulé     |
| 31 janvier 1916    | Hilda          | United Kingdom | 44      | Coulé     |
| 31 janvier 1916    | Marguerite     | Belgique       | 32      | Coulé     |
| 31 janvier 1916    | Radium         | United Kingdom | 59      | Coulé     |
| 1er février 1916   | Franz Fischer  | United Kingdom | 957     | Coulé     |
| 1er septembre 1916 | Zeearend       | Pays-Bas       | 462     | Coulé     |
| 15 décembre 1916   | Birgit         | Norvège        | 316     | Capturé   |
| 10 décembre 1917   | Forward        | United Kingdom | 40      | Coulé     |